# محجور
محجور در اصطلاح حقوقی به کسی گفته می‌شود که از بخشی از تصرفات و اعمال حقوقی منع شده‌است، به عبارت دیگر حجر عبارت است از منع شخص به حکم قانون از اینکه بتواند امور خود را به‌طور مستقل و بدون دخالت دیگری اداره کند و شخصاً اعمال حقوقی انجام دهد و فاقد اهلیت استیفا باشد.
محجور از ریشه حجر و به معنی منع و بازداشتن برگرفته شده‌است.

## محجورین از نگاه قانون
قانون مدنی ایران محجورین را به سه دسته طبقه‌بندی کرده‌است:
1. صغار(جمع صغیر)، در اصطلاح فقه و حقوق اسلامی به کسی گفته می‌شود که به سن بلوغ شرعی نرسیده باشد. این سن بلوغ برای پسران ۱۵ سال و برای دختران ۹ سال تمام می‌باشد اما در قانون مدنی به اشخاص زیر ۱۸ سال صغیر می‌گویند.
2. اشخاص غیر رشید، مطابق قانون غیر رشید یا سفیه کسی است که تصرف او در اموال و حقوق مالی خودش عقلایی نباشد مثلاً اسراف‌کار یا قمارباز باشد.[۵]
3. مجانین(جمع مجنون)، مجنون کسی است که قوه عقل و درک نداشته و به اختلال قوای دماغی مبتلا بوده و مختل المشاعر است.[۶]